# Малахит (конструкторское бюро)
Санкт-Петербургское морское бюро машиностроения «Малахит» имени академика Н. Н. Исанина (АО «СПМБМ „Малахит“») — одно из ведущих конструкторских бюро в Санкт-Петербурге, специализируется на разработке проектов подводных лодок.

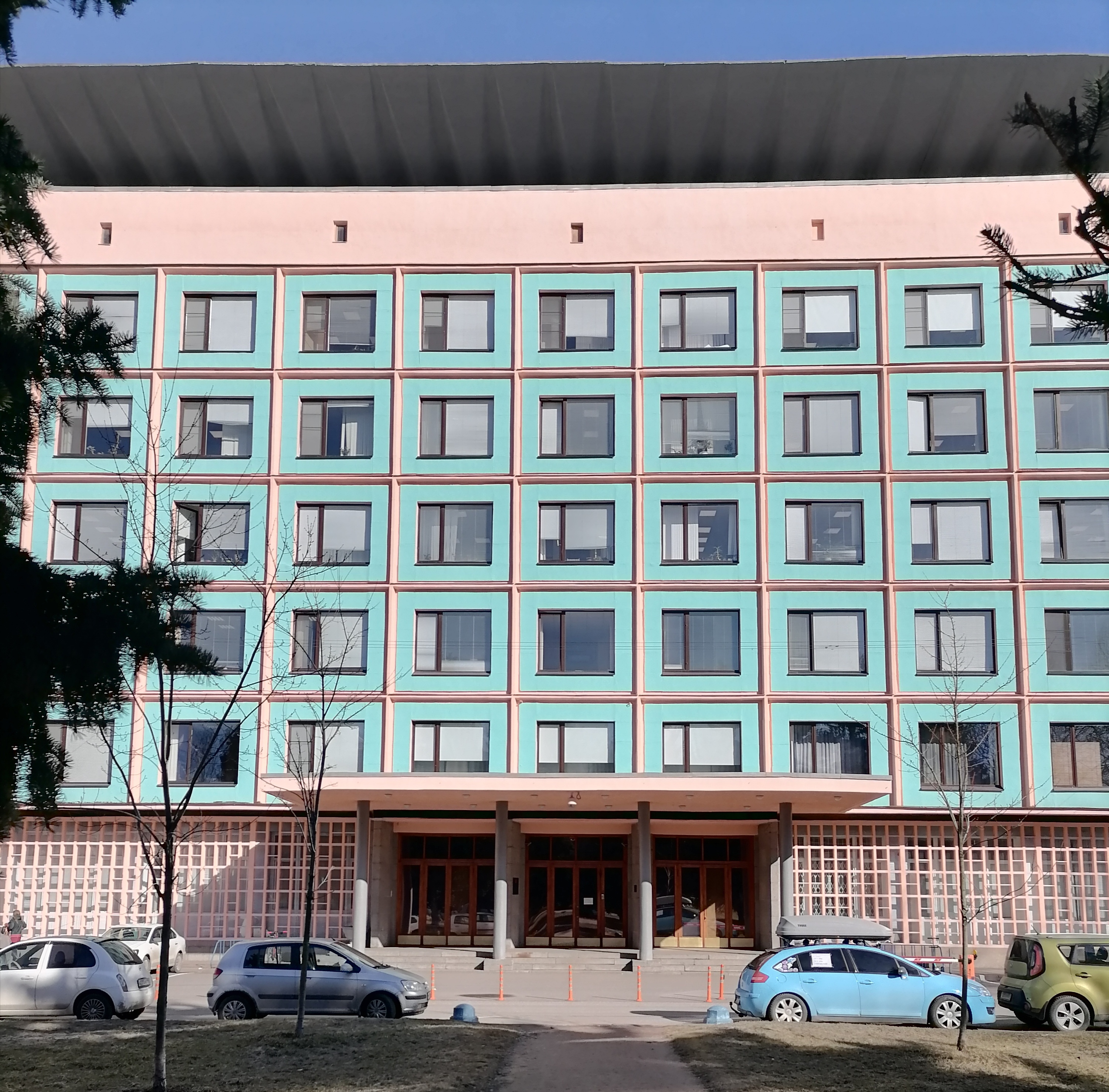

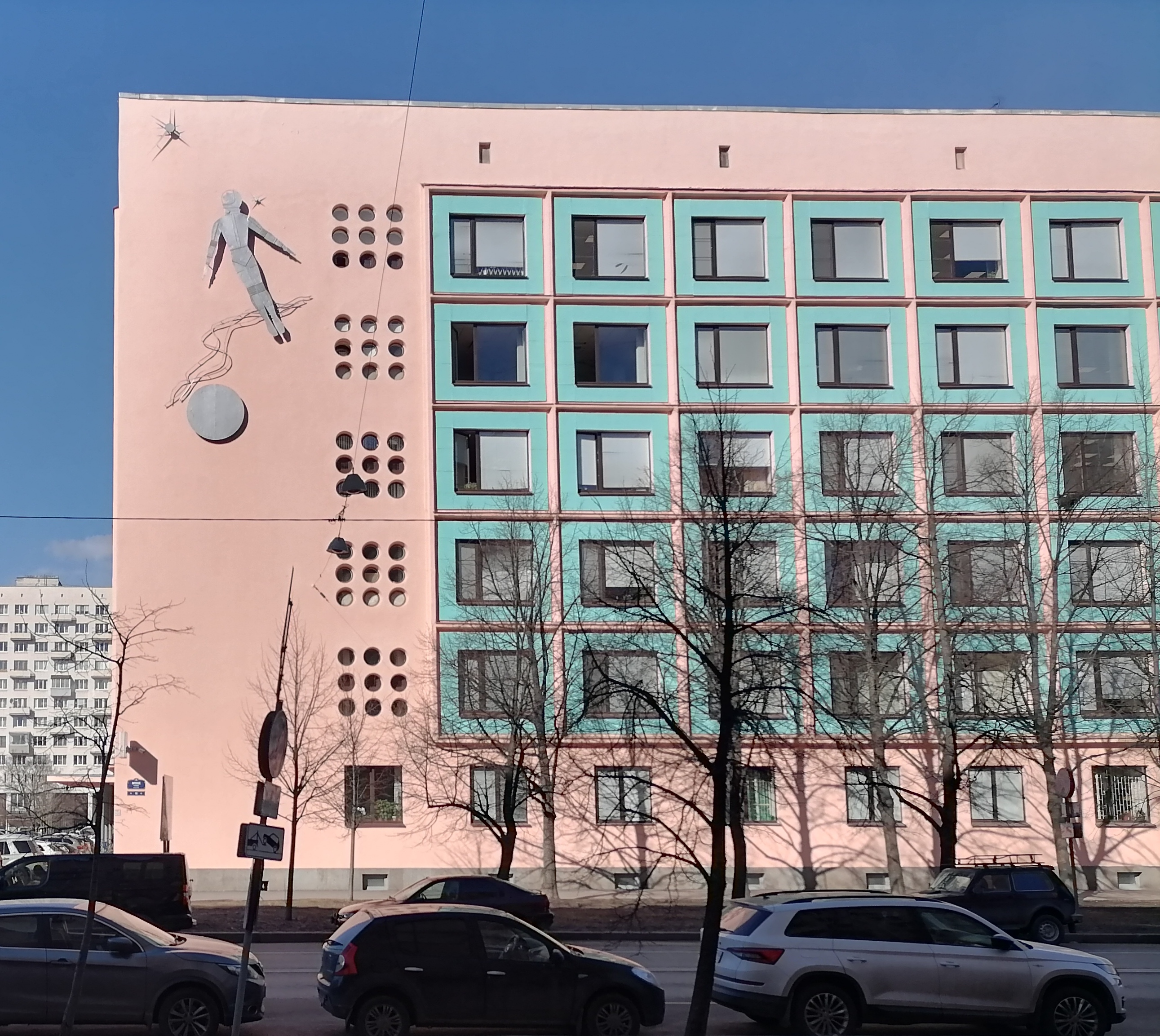

Основано в 1948 году. АО СПМБМ «Малахит» образовалось в результате объединения СКБ-143 и ЦПБ «Волна» (ЦКБ-16) в 1974 г.
Предприятие было реорганизована в 1998 году из СПМБМ «Малахит» в ГУП СПМБМ «Малахит».
В 2001 году реорганизована из ГУП СПМБМ «Малахит» во ФГУП СПМБМ «Малахит», а в 2008 году в ОАО СПМБМ «Малахит».
Единственным акционером является государственная Объединённая судостроительная корпорация (ОСК). Местоположение: Санкт-Петербург, ул. Фрунзе, 18.
29 декабря 1981 года Указом Президиума Верховного Совета СССР в связи с окончанием постройки серии подводных лодок проектов 705 и 705К бюро было награждено орденом Октябрьской революции.
Из-за аннексии Крыма и российского вторжения на Украину КБ находится под санкциями всех стран Евросоюза, США, Украины и Японии.

## Разработанные проекты
Было разработано 100 проектов подводных лодок, по которым было построено 300 субмарин, из них 94 атомных.
- Некоторые из проектов:
  - Подводные лодки проекта 627(А) «Кит» — первая советская атомная подводная лодка
  - Подводные лодки проекта 629 — первые стратегические дизельные лодки с баллистическими ракетами, послужили платформой для испытания основных типов советских БРПЛ.
  - Подводные лодки проекта 645 ЖМТ «Кит» — первая советская атомная подводная лодка с жидкометаллическим реактором
  - Подводная лодка проекта 661 «Анчар» — самая быстрая в мире подводная лодка
  - Подводные лодки проекта 671 «Ёрш»
  - Подводные лодки проекта 671РТ «Сёмга»
  - Проект 991 — созданный в начале 1970-х и затем отменённый проект многоцелевой АПЛ с максимально сниженной шумностью. Был отменён, но наработки использовались в последующих проектах[5].
  - Подводные лодки проекта 671РТМ(К) «Щука»
  - Подводные лодки проекта 705(К) «Лира» — единственный в мире серийный проект АПЛ с жидкометаллическим реактором
  - Подводные лодки проекта 971 «Щука-Б» — современные АПЛ 3-го поколения, основной класс российских торпедных АПЛ в 1990—2020 годах.
  - Подводные лодки проекта 885 «Ясень» — новейшие АПЛ 4-го поколения
  - Хаски — перспективные АПЛ 5-го поколения[6][7]
  - «Консул» — глубоководный аппарат для подводно-технических и аварийно-спасательных работ.
  - АС-12 — атомная глубоководная станция.

## Руководство
- Антипин, Алексей Александрович — начальник — главный конструктор СКБ-143 с 19 января 1949 по 18 февраля 1953 года
- Перегудов, Владимир Николаевич — начальник — главный конструктор СКБ-143 с 18 февраля 1953 по 16 апреля 1958 года
- Дубовиченко, Владимир Иванович — начальник — главный конструктор СКБ-143 с 16 апреля 1958 по 20 ноября 1962 года
- Разлётов, Борис Константинович — и. о. начальника — главного конструктора СКБ-143 с 20 ноября 1962 по 18 декабря 1963 года
- Исанин, Николай Никитич — начальник — главный конструктор ЦКБ-16 с 1 февраля 1950 по 18 декабря 1963 года, начальник — главный конструктор СКБ-143 с 18 декабря 1963 по 5 апреля 1974 года
- Шульженко, Николай Федосеевич — начальник — главный конструктор ЦКБ-16 с 18 декабря 1963 по 5 апреля 1974 года
- Чернышёв, Георгий Николаевич — начальник — главный конструктор СКБ-143 с 15 апреля 1974 по 16 мая 1984 года, начальник — генеральный конструктор СПМБМ «Малахит» с 16 мая 1984 по 14 апреля 1986 года
- Беломорец, Виктор Васильевич — начальник — главный конструктор СПМБМ «Малахит» с 14 апреля 1986 по 21 мая 1992 года
- Кутейников, Анатолий Валерьевич — начальник — генеральный конструктор СПМБМ «Малахит» с 21 мая 1992 по 31 декабря 1998 года
- Пялов, Владимир Николаевич — начальник — генеральный конструктор СПМБМ «Малахит», директор — генеральный конструктор СПМБМ «Малахит», генеральный директор — генеральный конструктор СПМБМ «Малахит»
- Дорофеев Владимир Юрьевич — генеральный директор СПМБМ «Малахит» с 2011 года.

## Галерея

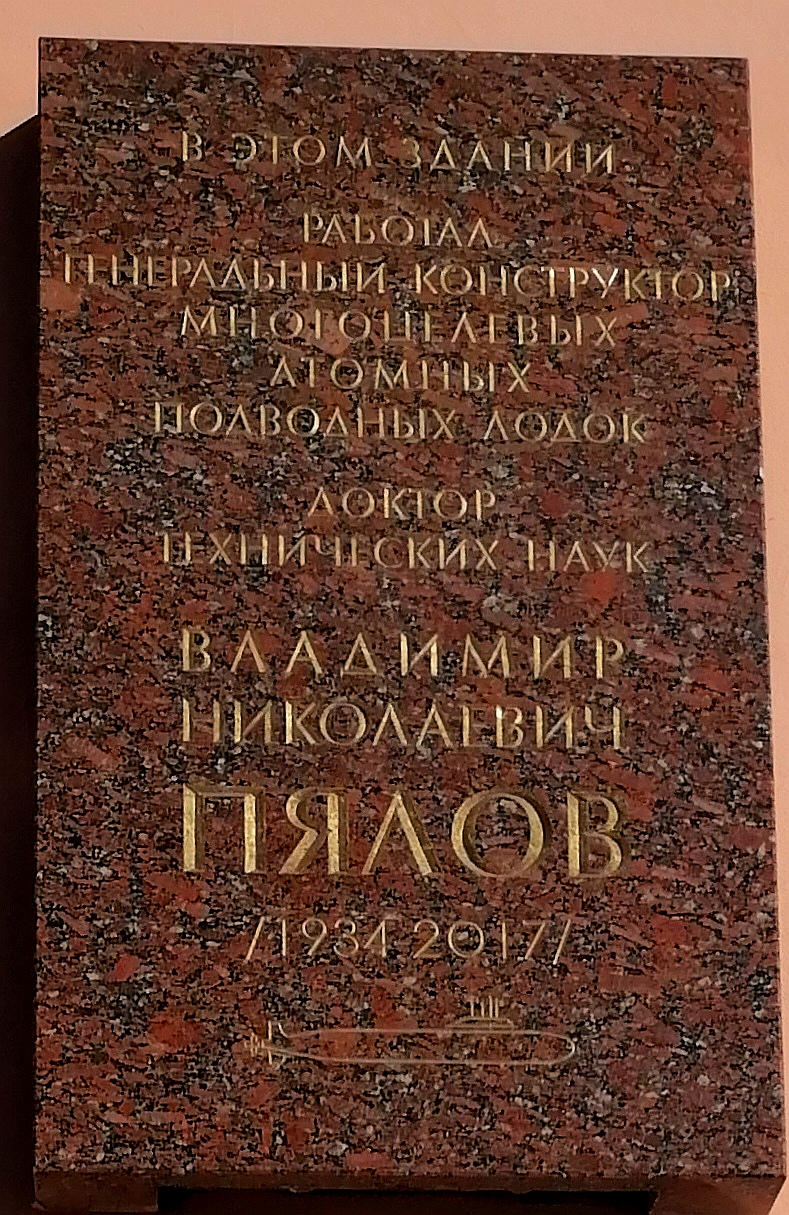
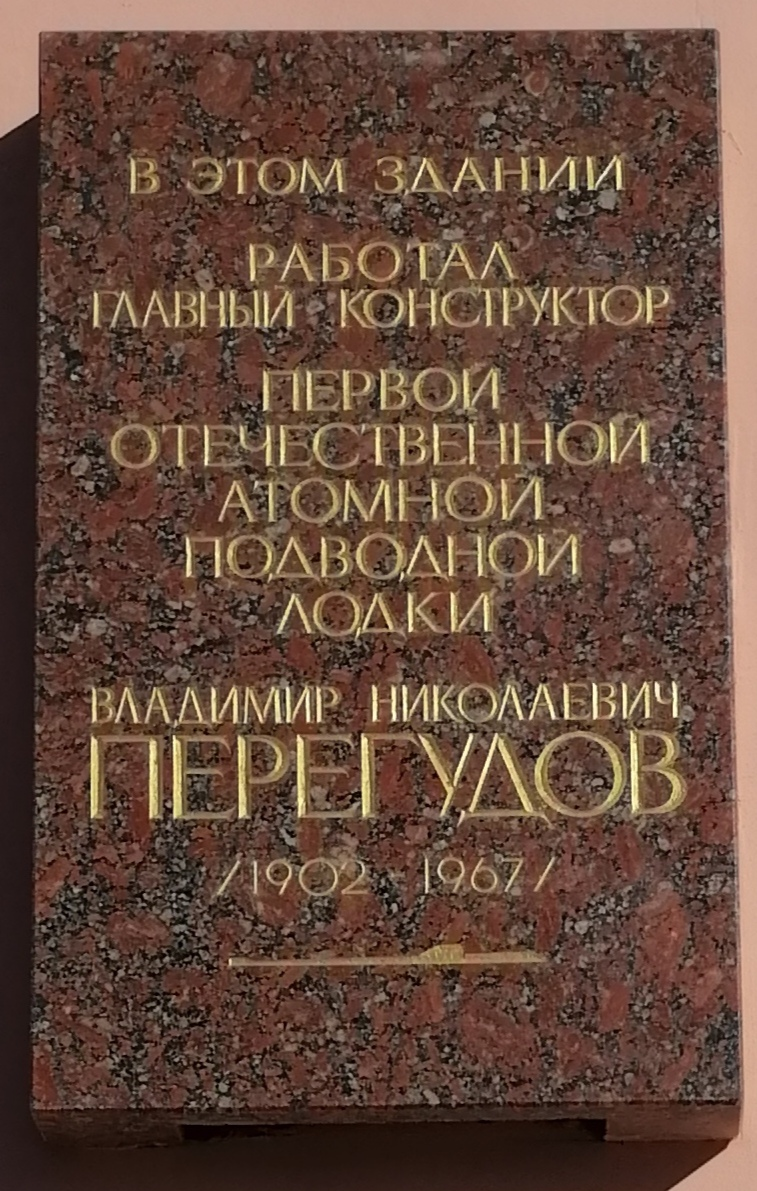
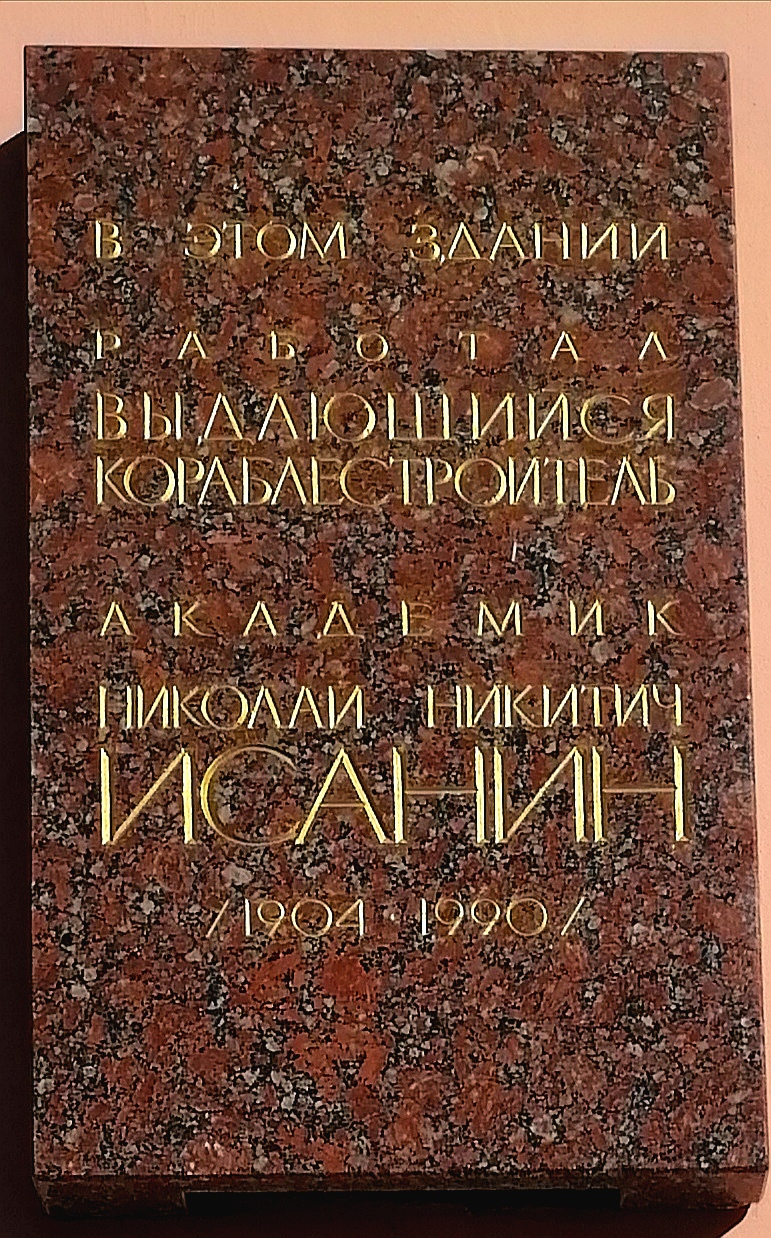
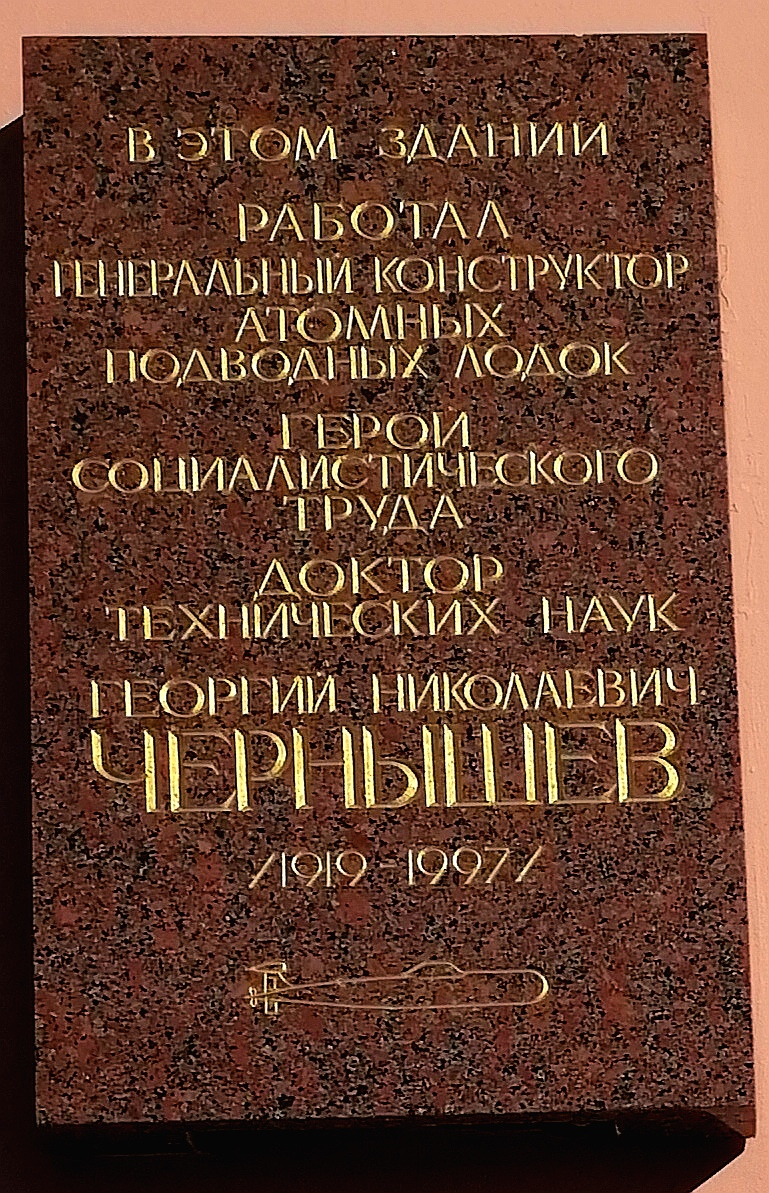

## Конструкторы
- Коновалов, Юрий Михайлович
- Морозкин, Геннадий Дмитриевич
- Петров, Анатолий Борисович
- Фарафонтов, Юрий Иванович
- Шмаков, Радий Анатольевич
- Минеев, Юрий Константинович, главный конструктор СПМБМ "Малахит" с 1984 г., заместитель начальника бюро по внешнеэкономическим связям